# Коровинский сельсовет (Курганская область)
Коро́винский сельсовет — упразднённые административно-территориальная единица и муниципальное образование в составе Мишкинского района Курганской области России. 
Административный центр — село Коровье.
С 23 декабря 2021 года Законом Курганской области от 10.12.2021 № 145 муниципальный район был преобразован в муниципальный округ, сельсовет упразднён.

## История
В соответствии с Законом Курганской области от 6 июля 2004 года № 419 сельсовет наделён статусом сельского поселения.

## Население
| 1989 | 2002 | 2010 | 2012 | 2013 | 2014 | 2015 |
| ---- | ---- | ---- | ---- | ---- | ---- | ---- |
| 965  | ↘730 | ↘432 | ↘412 | ↘400 | ↘384 | ↗388 |
| 2016 | 2017 | 2018 | 2019 | 2020 |      |      |
| ↘383 | ↘375 | ↘361 | ↘357 | ↘338 |      |      |

## Состав сельского поселения
| № | Населённый пункт | Тип населённого пункта       | Население |
| - | ---------------- | ---------------------------- | --------- |
| 1 | Коровье          | село, административный центр | ↘381      |
| 2 | Озерки           | деревня                      | ↘51       |
| 3 | Шумиловка        | деревня                      | ↘0        |